# Min I
Min I – patriarcha Koptyjskiego Kościoła Ortodoksyjnego od roku 767 do 775, święty kościoła koptyjskiego.